# 實質台獨
實質台獨，又稱事實台獨，中華人民共和國政治術語，是台獨分類之一，其意思為台灣在事實上（de facto）是獨立主權國家，不隸屬於中華人民共和國。這個術語主要用於與法理台獨來作區別。這個路線的代表人物為前總統李登輝，認為台灣在現況上已經是主權國家，從未被中華人民共和國統治，不必公開宣布自中華人民共和國獨立。這個派別主張保持現況，以中華民國為國號，繼續追求深化民主、國家正常化、經濟發展、參與聯合國等目標，而不是追求正名制憲，增加參與國際社會的困難。在蔡英文總統上任後，中華人民共和國也將她視為這個路線的繼承者。
在中華人民共和國的定義中，這也屬於是台獨之一。對台獨運動支持者來說，這不算是台獨，改用獨台或華獨來稱呼。

## 概論
在兩蔣執政時期，類似的主張已經出現，被稱為獨台。
實質台獨的主要代表人物為李登輝。主張台灣在事實上已經是獨立國家，以中華民國為國號，領土為台澎金馬 ，與中華人民共和國間為特殊的國與國關係，並不需要另外推動台灣獨立運動，追求更改國號為台灣。特殊的國與國關係被認為是實質台獨的作法之一。